# Alfonso Pérez
Alfonso Pérez Muñoz eller bare Alfonso (født 26. september 1972 i Getafe, Spanien) er en tidligere spansk fodboldspiller (angriber). Han spillede for både Real Madrid og FC Barcelona, og opnåede 38 kampe for Spaniens landshold.

## Karriere
Alfonsos seniorkarriere startede i 1989 hos Real Madrid, hvor han også spillede som ungdomsspiller. I sine første sæsoner var han primært tilknyttet klubbens andethold, men nåede efter et par år ind i A-truppen. Han var gennem det meste af sin tid hos Real backup for henholdsvis Emilio Butragueño og Ivan Zamorano. Han nåede dog alligevel de følgende år at spille 88 ligakampe for klubben, og var med til at vinde både det spanske mesterskab, pokalturneringen Copa del Rey og to udgaver af den spanske Super Cup.
I 1995 forlod Alfonso Real Madrid og fortsatte karrieren hos Real Betis i Sevilla. I modsætning til i Madrid kunne han her blive fast mand, og var i en årrække klubbens topscorer i La Liga. I sæsonen 1996-97 scorede han 25 gange, og sluttede på andenpladsen på ligaens topscorerliste, kun overgået af FC Barcelonas Ronaldo. I 1998 blev han kåret til Årets spanske spiller i La Liga.
Alfonso skiftede i år 2000 til FC Barcelona, efter ellers at have været tæt på at skrive kontakt med de daværende mestre fra Deportivo La Coruña. Hans ophold på Camp Nou blev dog ikke succesfuldt, og han blev efter kun halvanden sæson udlejet til franske Olympique Marseille, hvor han tilbragte nogle få måneder. Han skiftede i 2002 tilbage til Betis, hvor han tre sæsoner senere afsluttede sin karriere.

### Landshold
Alfonso spillede gennem karrieren 38 kampe og scorede 11 mål for det spanske landshold. Han var en del af det spanske trup til både både EM i 1996, VM i 1998 og EM i 2000. Ved EM i 2000 spillede han en helt afgørende rolle i det spanske avancement fra gruppespillet. I den tredje og afgørende kamp mod Jugoslavien scorede Alfonso dybt inde i overtiden det sejrsmål, der sendte spanierne videre til kvartfinalen på bekostning af Norge.
Alfonso var desuden med på det spanske U/23-landshold ved OL 1992 på hjemmebane i Barcelona. Spanierne vandt alle kampe i indledende pulje og derpå kvartfinalen 1-0 over Italien U/23, derpå semifinalen 2-0 over Ghana U/23, inden de sikrede sig det olympiske mesterskab med en finalesejr på 3-2 over Polen U/23. Alfonso spillede alle kampe, bortset fra semifinalen, hvor han havde karantæne efter to gule kort tidligere i turneringen.

## Titler
La Liga
- 1995 med Real Madrid

Copa del Rey
- 1993 med Real Madrid
- 2005 med Real Betis

Supercopa de España
- 1990 og 1993 med Real Madrid

OL
- 1992 med Spanien